# Vidre
Vidre (lat. Lutrinae), slatkovodni ili morski sisavci; članovi porodice Mustelidae, u koju spadaju lasice, tvorovi, jazavci i drugo. Vidre su mesožderi, a hrane se raznolikim plijenom. S 13 vrsta u 7 rodova, vidre su rasprostranjene gotovo po čitavim svijetom.

## Izgled
Vidre imaju vrlo mekan sloj krzna ispod vanjskog sloja koji se sastoji od duge zaštitne dlake. Ono ih održava suhima tijekom boravka u vodi te zadržava sloj zraka, pružajući im toplinu.
Sve vidre imaju duga, vitka tijela i kratke udove. Među njihovim prstima nalaze se plivaće kožice. Većina vrsta ima oštre kandže.Svaki put nakon plivanja vidra se trlja od zemlju da makne sol sa sebe.

## Prehrana
Vidre ne ovise samo o njihovom usavršenom krznu kako bi preživjele u hladnim vodama u kojima većina vrsta živi. Ove životinje imaju veoma brz metabolizam i izgaraju energiju velikom brzinom. Primjerice, euroazijske vidre moraju pojesti 15 % vlastite težine dnevno; morske vidre jedu 20–25 %, ovisno o temperaturi. U vodama temperature 10 °C, vidra mora uhvatiti 100 grama ribe u jednom satu jer ne može preživjeti od manjih količina. Većina vrsta love 3 do 5 sati tijekom dana, a majke koje se moraju brinuti i za potomstvo love i do 8 sati dnevno.
Većina vidri hrani se uglavnom ribom, dok prehranu nadopunjuju žabama, slatkovodnim rakovima ili morskim račićima. Neke (primjerice, morska vidra) su se usavršile u otvaranju školjaka, dok ostale jedu i manje ptice ili sisavce. Njihova ovisnost o samo jednom plijenu ostavlja vidre veoma ranjive zbog deplecije plijena.

## Vrste
Rod Lutra 
- Europska vidra (Lutra lutra)
- Japanska vidra (Lutra nippon)
- Dlakava vidra (Lutra sumatrana)

Rod Hydrictis
- Točkasta vidra (Hydrictis maculicollis)

Rod Lutrogale
- Glatka indijska vidra (Lutrogale perspicillata)

Rod Lontra
- Sjevernoamerička riječna vidra (Lontra canadensis)
- Južnoriječna vidra (Lontra provocax)
- Neotropska vidra (Lontra longicaudis)
- Obalna vidra (Lontra felina)

Rod Pteronura
- Divovska vidra (Pteronura brasiliensis)

Rod Aonyx
- Južnoafrička beznokta vidra (Aonyx capensis)
- Orijentalna kratkonokta vidra (Aonyx cinerea)

Rod Enhydra
- Morska vidra (Enhydra lutris)

### Sjeverna riječna vidra
Sjeverna riječna vidra (Lontra canadensis) jedna je od najzaigranijih, najznatiželjnijih i najaktivnijih vrsti vidri, te je kao takva postala popularnom životinjom u zoološkim vrtovima i akvarijima, iako je smatraju štetočinom na poljoprivrednim površinama jer mijenja riječnu obalu prema vlastitom nahođenju radi prilaza rijeci, klizanja i obrane. Jedna je od mnogih životinja koje su bile glavne mete lovaca na krzno u Sjevernoj Americi. 

Riječne vidre jedu raznoliku ribu i školjkaše, kao i manje kopnene sisavce i ptice. Narastu do jednog metra u dužinu i teže od 5 do 15 kilograma.
Određeni zakoni učinili su riječne vidre zaštićenom vrstom u određenim područjima, dok neka imaju utočišta za vidre. Ova utočišta pomažu bolesnim i ozlijeđenim vidrama u njihovom oporavku.

### Morska vidra
Morske vidre (Enhydra lutris) žive diljem obala Tihog oceana Sjeverne Amerike. Ranije su se rasprostrale u plitkim vodama Beringovog prolaza i Kamčatke, te juga Japana. Jedan centimetar kože morske vidre prekriven je s 200 000 dlaka, što joj daje bujno krzno radi kojeg su je ljudi lovili i doveli do samog ruba izumiranja. Do 1911. godine preostalo je tako malo morskih vidri da je trgovanje njihovim krznom postalo potpuno neisplativo.
Morske vidre hrane se školjkašima i ostalim beskralješnjacima (posebno petrovcima i ježincima), te ih se često može promatrati dok koriste kamenje kao alat kojim razbijaju i otvaraju oklop plijena. Narastu od jednog do dva metra u duljinu i postignu masu oko 30 kilograma. Iako su bile na rubu istrjebljenja, ponovo su se počele proširivati, počevši od obale Kalifornije.
Morske vidre nemaju sloj sala poput ostalih morskih sisavaca (kao tuljani ili kitovi), već im, kao kod ostalih vrsta vidri, toplinsku izolaciju osigurava zrak zarobljen u krznu.

### Europska vidra
Vidre nastanjuju i Europu. U Velikoj Britaniji bile su veoma česte, no u današnje vrijeme postale su rijetke zbog nekadašnje upotrebe pesticida koji su im štetili, te zbog nestanka prirodnog staništa. Populacija europske vidre dosegla je veoma nizak broj 1980-ih godina, no uz pomoć inicijative, 1999. godine ustanovljen je broj i oporavak do 1000 jedinki. 

### Divovska vidra
Divovska vidra (Pteronura brasiliensis) nastanjuje Južnu Ameriku, posebice pritoke rijeke Amazone, no postaje sve rjeđa zbog učestalog krivolova, nestanka prirodnog staništa i upotrebe žive i ostalih otrova u ilegalnim aluvijalnim rudnicima zlata. Ova društvena životinja naraste u duljinu i do 1,83 metara.

## Kulturološke reference
Nordijska mitologija govori o patuljku Ótru koji po navici preuzima oblik vidre. 
U nekim urođeničkim Američkim kulturama, vidre se smatraju totemičkim životinjama.
Prema zoroastričnim vjerovanjima, vidra se smatra čistom životinjom koja pripada Ahura Mazdi.
U knjigama o Harryju Potteru, Patronus Hermione Granger preuzima oblik vidre.

## Drugi projekti
|  | Wikivrste imaju podatke o taksonu Vidrama |